# Glacier Marinelli
Pour les articles homonymes, voir Marinelli.
Le glacier Marinelli est un glacier côtier situé dans le parc national Alberto de Agostini, sur la grande île de la Terre de Feu. Le glacier trouve son origine au sein de la cordillère Darwin et prend fin dans la baie Ainsworth, l'une des nombreuses baies du fjord Almirantazgo. Le glacier Marinelli est en phase de retrait depuis les années 1960 et continue de reculer actuellement,.
Les eaux de fonte du glacier Marinelli se déversent dans la crique Marinelli.
Il a été nommé en l'honneur du géographe italien Giovanni Marinelli (it).

## Sources et bibliographie
- (en) B.L. Boyda, J.B. Andersona, J.S. Wellnerb et R.A. Fernández, « The sedimentary record of glacial retreat, Marinelli » dans Marine Geology Fjord, Patagonia: Regional Correlations and Climate ties, vol. 255, Issues 3-4, 5 décembre 2008, p. 165-178
- (en) C. Michael Hogan. 2008 Bahia Wulaia Dome Middens, Megalithic Portal, ed. Andy Burnham